# موش دریایی
موش دریایی، موش ماهی‌خوار اکوادور، یا موش ماهی‌خوار (نام علمی: Anotomys leander) یک گونه جونده همستر دم‌کوتاه چهارپای نیمه‌آبزی در آمریکای جنوبی است. موش دریایی تنها گونه «آنُتُمیس» است. علت نام‌گذاری «لیندِر» برای این گونه، گفته نشده است. اما احتمالاً به پیکر لیندر در داستان قهرمان و لیندر در یونان باستان برمی‌گردد.
گفته می‌شود که عدد دولوئید کاریوتیپ آن ۹۲ است. اما به نظر می‌رسد که این عدد در اصل از موش خرچنگ‌خوار پیتیه گرفته شده است.
لیندر بوم‌زاد کشور اکوادور است و در بخش شمالی این کشور در بلندای ۲،۸۶۰ تا ۴،۰۰۰ متر بالاتر از سطح دریا قرار دارد. این گونه کمیاب و کمتر شناخته‌شده، در منطقه‌هایی با جریان هوای سرد و تند در کناره تندراهای زیر آلپی یا پاراموهای علفی زندگی می‌کند. تخریب زیستگاه و آلودگی آب، زندگی موش دریایی را تهدید می‌کنند.